# タイタ語
タイタ語（タイタご、タイタ語: Kidawida、英: Taita language）は、バントゥー語群に属する言語である。ケニアの海岸州タイタ県で話されている言語である。言語名別称としてダビダ語（Dabida）、Davida、Dawida、Kidabida、Kitaita、Teita。

## 方言
- Chawia (dav-cha)
- Mbale (dav-mba)
- Mwanda (dav-mwa)
- Mbololo (dav-mbo)
- Bura (dav-bur)
- Werugha (dav-wer)